# Jing'an
Jing'an (en chino: 静安 区, pinyin: Jìngān qū, literalmente: paz y tranquilidad) es uno de los distritos del centro de Shanghái, en la República Popular China. En 2015 se le anexó el Distrito de Zhabei quedando su superficie en 37,62 km² y su población en un millón de habitantes, lo que la convierte en una de las zonas más densamente pobladas de la ciudad.
Limita al norte con el Río Wusong  y al este con el distrito de Huangpu. La mayoría de los expatriados de Shanghái viven en este distrito en casas y complejos lujosos. Además cuenta con una vida nocturna muy movida.
Es también uno de los distritos de negocios de Shanghái.

## Administración
El distrito de Jing'an se divide en 14 pueblos. que se administran en 1 poblado y 13 subdistritos:
| Nombre                    | Chino        | Pinyin               | shanghaines            | Población (2010) | Área (km²) |
| ------------------------- | ------------ | -------------------- | ---------------------- | ---------------- | ---------- |
| Subdistrito Beizhan       | 北站街道     | Běizhàn Jiēdào       | poq dze ka do          | 77,968           | 1.99       |
| Subdistrito Baoshan lu    | 宝山路街道   | Bǎoshānlù Jiēdào     | po se lu ka do         | 80,726           | 1.62       |
| Subdistrito Caojiadu      | 曹家渡街道   | Cáojiādù Jiēdào      | dzo ka du ka do        | 71,511           | 1.50       |
| Subdistrito Daning lu     | 大宁路街道   | Dànínglù Jiēdào      | da gnin lu ka do       | 77,710           | 6.24       |
| Subdistrito Gonghexin lu  | 共和新路街道 | Gònghéxīnlù Jiēdào   | gon wu sin lu ka do    | 97,630           | 2.72       |
| Subdistrito Jiangning lu  | 江宁路街道   | Jiāngnínglù Jiēdào   | kaon gnin lu ka do     | 75,272           | 1.84       |
| Subdistrito Jing'ansi     | 静安寺街道   | Jìng'ānsì Jiēdào     | dzin eu zy ka do       | 29,173           | 1.57       |
| Subdistrito Linfen lu     | 临汾路街道   | Línfénlù Jiēdào      | lin ven lu ka do       | 78,079           | 2.12       |
| Subdistrito Zhijiang Xilu | 芷江西路街道 | Zhǐjiāng Xīlù Jiēdào | tzy kaon sij lu ka do  | 74,633           | 1.60       |
| Subdistrito Pengpu Xincun | 彭浦新村街道 | Péngpǔ Xīncūn Jiēdào | ban phu sin tsen ka do | 156,276          | 3.83       |
| Subdistrito Shimen 2 lu   | 石门二路街道 | Shímén Èrlù Jiēdào   | zaq men gnij lu ka do  | 34,288           | 1.09       |
| Subdistrito Nanjing Xilu  | 南京西路街道 | Nánjīng Xīlù Jiēdào  | neu cin sij lu ka do   | 36,544           | 1.62       |
| Subdistrito Tianmu Xilu   | 天目西路街道 | Tiānmù Xīlù Jiēdào   | thi moq sij lu ka do   | 34,749           | 1.94       |
| Poblado Pengpu            | 彭浦镇       | Péngpǔ Zhèn          | ban phu tzen           | 152,725          | 7.88       |

## Toponimia
El distrito de Jing'án debe su nombre al Templo Jing’an (静安寺), un antiguo santuario budista chino, situado en el corazón del distrito.

## Economía
Gracias a su ubicación en el centro de la ciudad, el desarrollo de Jing'án ha sido rápido y continuo. En solo tres años, el boom de la economía local ha expandido el complejo de oficinas hasta aproximadamente un 320%. Cuenta con seis hoteles de cinco estrellas, así como numerosas viviendas de lujo.
Shanghai Airlines tiene la sede principal aquí.

## Clima
| Parámetros climáticos promedio de Jing'an (1971-2000) | Parámetros climáticos promedio de Jing'an (1971-2000) | Parámetros climáticos promedio de Jing'an (1971-2000) | Parámetros climáticos promedio de Jing'an (1971-2000) | Parámetros climáticos promedio de Jing'an (1971-2000) | Parámetros climáticos promedio de Jing'an (1971-2000) | Parámetros climáticos promedio de Jing'an (1971-2000) | Parámetros climáticos promedio de Jing'an (1971-2000) | Parámetros climáticos promedio de Jing'an (1971-2000) | Parámetros climáticos promedio de Jing'an (1971-2000) | Parámetros climáticos promedio de Jing'an (1971-2000) | Parámetros climáticos promedio de Jing'an (1971-2000) | Parámetros climáticos promedio de Jing'an (1971-2000) | Parámetros climáticos promedio de Jing'an (1971-2000) |
| Mes                                                   | Ene.                                                  | Feb.                                                  | Mar.                                                  | Abr.                                                  | May.                                                  | Jun.                                                  | Jul.                                                  | Ago.                                                  | Sep.                                                  | Oct.                                                  | Nov.                                                  | Dic.                                                  | Anual                                                 |
| ----------------------------------------------------- | ----------------------------------------------------- | ----------------------------------------------------- | ----------------------------------------------------- | ----------------------------------------------------- | ----------------------------------------------------- | ----------------------------------------------------- | ----------------------------------------------------- | ----------------------------------------------------- | ----------------------------------------------------- | ----------------------------------------------------- | ----------------------------------------------------- | ----------------------------------------------------- | ----------------------------------------------------- |
| Temp. máx. media (°C)                                 | 8.1                                                   | 9.2                                                   | 12.8                                                  | 19.1                                                  | 24.1                                                  | 27.6                                                  | 31.8                                                  | 31.3                                                  | 27.2                                                  | 22.6                                                  | 17.0                                                  | 11.1                                                  | 20.2                                                  |
| Temp. mín. media (°C)                                 | 1.1                                                   | 2.2                                                   | 5.6                                                   | 10.9                                                  | 16.1                                                  | 20.8                                                  | 25.0                                                  | 24.9                                                  | 20.6                                                  | 15.1                                                  | 9.0                                                   | 3.0                                                   | 12.9                                                  |
| Precipitación total (mm)                              | 50.6                                                  | 56.8                                                  | 98.8                                                  | 89.3                                                  | 102.3                                                 | 169.6                                                 | 156.3                                                 | 157.9                                                 | 137.3                                                 | 62.5                                                  | 46.2                                                  | 37.1                                                  | 1164.5                                                |
| Días de precipitaciones (≥ 1 mm)                      | 9.7                                                   | 10.3                                                  | 13.9                                                  | 12.7                                                  | 12.1                                                  | 14.4                                                  | 12.0                                                  | 11.3                                                  | 11.0                                                  | 8.1                                                   | 7.0                                                   | 6.5                                                   | 129                                                   |
| Horas de sol                                          | 123.0                                                 | 115.7                                                 | 126.0                                                 | 156.1                                                 | 173.5                                                 | 147.6                                                 | 217.8                                                 | 220.8                                                 | 158.9                                                 | 160.8                                                 | 146.6                                                 | 147.7                                                 | 1894.5                                                |
| Humedad relativa (%)                                  | 75                                                    | 74                                                    | 76                                                    | 76                                                    | 76                                                    | 82                                                    | 82                                                    | 81                                                    | 78                                                    | 75                                                    | 74                                                    | 73                                                    | 76.8                                                  |
| Fuente: 中国气象局 17 de marzo de 2009                |                                                       |                                                       |                                                       |                                                       |                                                       |                                                       |                                                       |                                                       |                                                       |                                                       |                                                       |                                                       |                                                       |